# 齊爾 (柳別希夫區)
51°48′51″N 25°18′0″E / 51.81417°N 25.30000°E
齊爾（烏克蘭語：Цир），是烏克蘭的村落，位於該國西部沃倫州，由卡明-卡希尔斯基区負責管轄，面積1.78平方公里，海拔高度144米，2001年人口1,207，人口密度每平方公里678.09人。